# 삼성 갤럭시 A70
삼성 갤럭시 A70은 삼성 갤럭시 A 2019년 모델이다. 삼성전자에서 삼성 갤럭시 A50과 마찬가지로 2019년 출시된 모델로 온스크린 지문인식, 삼성페이 등 탑재된 모델이다.

## 소프트웨어 지원
One UI 1.1 (안드로이드 9)을 기본으로 탑재했으며 One UI 3.1 (안드로이드 11)까지 업데이트되었다.